# Luis Fernando Gómez
Luis Fernando Gómez Angulo (Esmeraldas, Ecuador, 13 de enero de 2000) es un futbolista ecuatoriano. Juega como defensa y su equipo actual es 9 de Octubre Fútbol Club de la Serie B de Ecuador.

## Trayectoria
Realizó las formativas en Municipal Cañar, Fedeguayas y Emelec.
En el 2017 es cedido al Rocafuerte para disputar la Segunda Categoría de Ecuador, pero solo fue titular unos pocos meses, después vuelve a las reservas de Emelec.
Para la temporada 2020 es fichado por Liga de Portoviejo, donde logra debutar de la mano del entrenador argentino Rubén Darío Insua. El 22 de agosto le marco un doblete a Guayaquil City por la fecha 7 de la Serie A de Ecuador 2020, lo que ayudó a que su equipo gane el encuentro por el marcador de 3 - 1. Además de ser elegido el mejor jugador del encuentro.

## Clubes
| Club                | País    | Año         | PJ | Goles |
| ------------------- | ------- | ----------- | -- | ----- |
| Emelec              | Ecuador | 2017        | -  | -     |
| Rocafuerte (cedido) | Ecuador | 2017        | -  | -     |
| Emelec              | Ecuador | 2018 - 2019 | -  | -     |
| Liga de Portoviejo  | Ecuador | 2020        | 4  | 2     |
| 9 de Octubre        | Ecuador | 2021 - act. | 0  | 0     |
| Total               | Total   | Total       | 4  | 2     |